# Роча (департамент)
Ро̀ча (на испански: Rocha) е един от 19-те департамента на южноамериканската държава Уругвай. Намира се в югоизточната част на страната. Общата му площ е 10 551 км², а населението е 69 937 жители (2004 г.) Столицата му е едноименния град Роча.
1. ↑  www.gub.uy